# تسای مینگ یونگ
تسای مینگ یونگ (چینی: 蔡明容؛ زادهٔ ۲۳ ژانویهٔ ۱۹۸۹) بازیکن فوتبال اهل تایوان است.
وی همچنین در تیم ملی فوتبال زنان تایوان بازی کرده‌است.